# Мансуровська сільська рада (Сафакулевський район)
Мансу́ровська сільська рада (рос. Мансуровский сельский совет) — сільське поселення у складі Сафакулевського району Курганської області Росії.
Адміністративний центр та єдиний населений пункт — село Мансурово.
Населення сільського поселення становить 435 осіб (2017; 527 у 2010, 697 у 2002).